# Mercedes-Benz CL 203
Der Mercedes-Benz CL 203 ist ein Sportcoupé von Mercedes-Benz, das zwischen Herbst 2000 und Anfang 2011 gebaut wurde. Bis zu einer großen Überarbeitung im Frühjahr 2008 wurde das Fahrzeug als C-Klasse Sportcoupé verkauft, danach wurde es in CLC umbenannt. Als Basis diente dem CL 203 die Baureihe 203.
Produziert wurde das Sportcoupé im Werk Sindelfingen. Anfang 2007 wurde die Herstellung in das brasilianische Werk Juiz de Fora verlegt. Mercedes hatte diesen Wagen entwickelt, um dem 3er Compact von BMW Konkurrenz zu bieten.
Anfang Februar 2011 lief die Produktion des noch auf der Baureihe 203 basierenden CLC aus und das Modell wurde durch das Coupé (intern C 204 genannt) auf Basis der nachfolgenden C-Klasse der Baureihe 204 ersetzt. Bis zum Produktionsende wurden vom CL 203 etwa 370.000 Fahrzeuge an Kunden ausgeliefert.

## Entwicklung
Ab November 2000 wurde das C-Klasse-Sportcoupé mit fünf Motoren, davon vier Benzinern und einem Diesel, angeboten. Anfangs noch wegen des Preis-Leistungs-Verhältnisses kritisiert, erfreute es sich später umso größerer Beliebtheit. Das Design ist Coupé-typisch geraten. An der Front ähnlich zur Limousine, steigt die Seitenlinie steil an und endet in einem hohen Heck, das durch einen Spoiler abgerundet wird; der Kofferraum fasst 310 Liter. Das Cockpit ist bis auf die Verkleidung des Kombiinstruments nahezu identisch mit dem der Limousine. Der Einstiegspreis lag zur Markteinführung bei 24.128 Euro (inkl. 16 % Mehrwertsteuer) für den C 180.

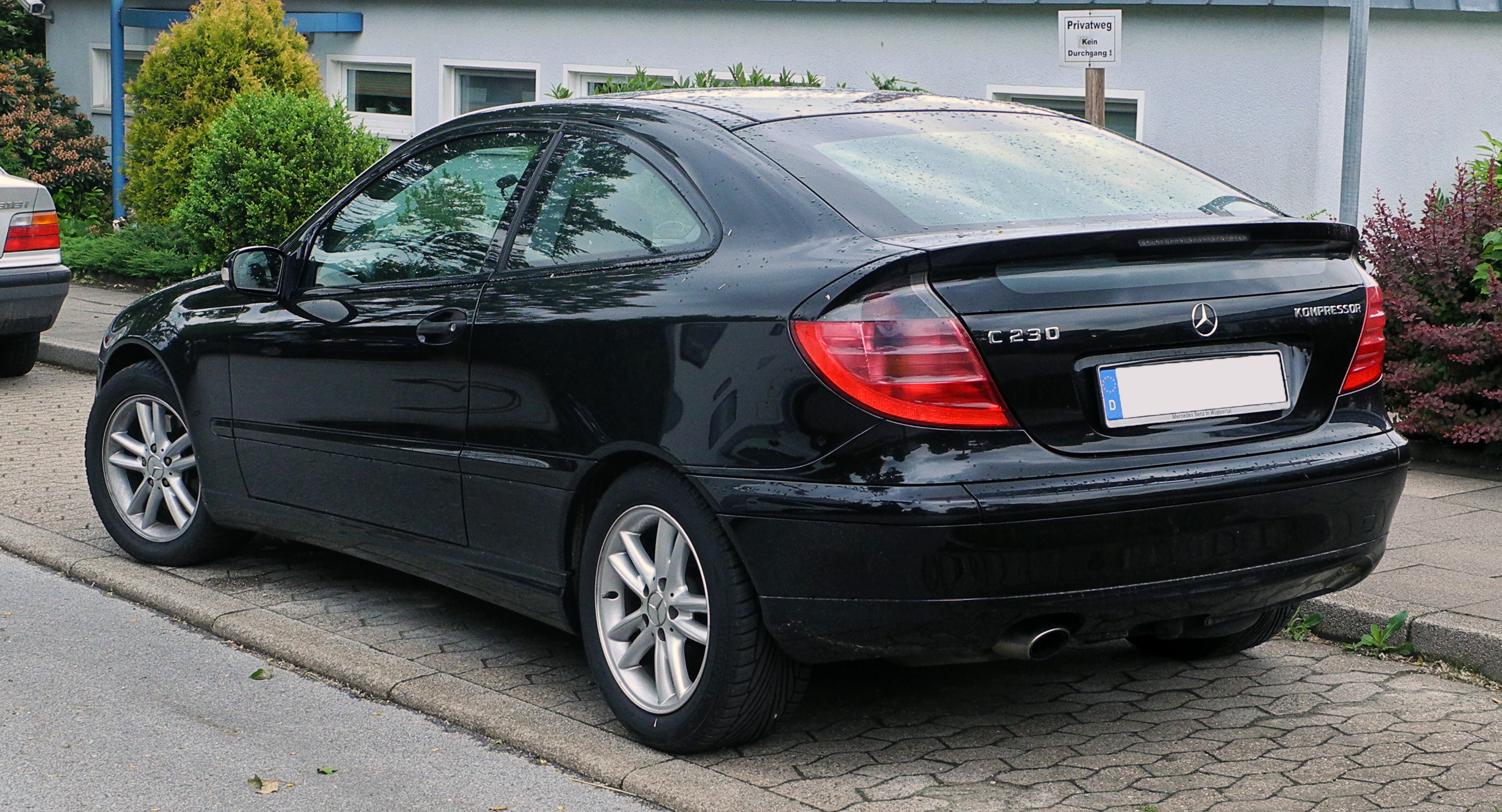
Heckansicht

Mitte 2002 wurde der 2,0-Liter-Motor des C 180 Sportcoupé durch einen 1,8 Liter ersetzt, dieser mit Kompressor aufgeladene Motor leistete jetzt 105 kW (143 PS). Auch der im C 200 eingesetzte Kompressormotor (M 111 Evo) wurde durch diesen neuen Motor (M 271) mit höherer Leistungsstufe und gleichbleibenden 120 kW (163 PS) ersetzt. Der C 230 Kompressor erhielt den weiter leistungsoptimierten 1,8-l-Kompressormotor mit 141 kW (192 PS). So war ab Sommer 2002 derselbe Motor (M 271) in drei Leistungsstufen verfügbar, nämlich mit 105, 120 und 141 kW (143, 163 und 192 PS). Der Einstiegspreis stieg auf 24.882 Euro (inkl. 16 % Mehrwertsteuer) für den C 180 Kompressor.
Im Frühjahr 2003 fing Mercedes an, den bereits aus der C- und CLK-Klasse bekannten 200 CGI auch in das Sportcoupé einzubauen. Dabei handelte es sich um einen Benzindirekteinspritzer auf Basis der 1,8-l-Kompressormotoren mit 125 kW (170 PS). Im selben Jahr wurden vom CL 203 zwei Versionen des Haustuners AMG vorgestellt: der C 30 CDI AMG und der C 32 AMG. Der Einzug des 200 CDI im Sportcoupé erfolgte ebenfalls 2003.

## Modellhistorie

### Erste Modellpflege
Das Sportcoupé wurde im gleichen Maße wie Limousine und T-Modell überarbeitet und stand ab 24. April 2004 beim Händler.
Dabei wurden die Karosserie, der Innenraum und die Technik verfeinert. An der Front erkennt man das verbesserte Modell an neugestalteten Stoßfängern mit unterem Lufteinlass, der Kühlermaske mit drei Lamellen sowie an den mit Klarglas abgedeckten Scheinwerfern. Am Heck wurden nur die Leuchten umgestaltet. Die Spur ist verbreitert, die Lenkung, das Schaltgetriebe und das Fahrwerk wurden überarbeitet. Ziel war es, das Fahrverhalten ohne Einbußen beim Komfort zu verbessern.
Das Cockpit wurde neu entworfen und wirkte dadurch frischer. Zudem erhielt das Sportcoupé ein neues Dreispeichenlenkrad mit silberfarbenen Bedientasten. Abgerundet wurden die Modellpflegemaßnahmen durch neue Sicherheits- und Komfortextras. Bi-Xenon-Scheinwerfer sowie neue Audio-Anlagen mit integriertem Navigationssystem und als Topversion ein DVD-gestütztes „Comand-System“ mit extra großem Farbbildschirm waren erhältlich. Der Preis stieg nunmehr auf 26.042 Euro (inkl. 16 % Mehrwertsteuer) für den C 180 Kompressor. Mit der Einführung des C 160 im März 2005 konnte dieser auf 24.708 Euro (inkl. 16 % Mehrwertsteuer) gesenkt werden. Parallel zur Erhöhung der Mehrwertsteuer auf 19 Prozent stiegen auch die Preise weiter an. So lag er Anfang 2007 bei 25.585 Euro für den C 160.
Mit der Modellpflege hielten im Sportcoupé auch neue Motoren Einzug. So wurde der C 160 Kompressor mit 90 kW (122 PS) als neues Basismodell eingeführt, wobei der C 200 CGI, der C 30 CDI AMG und der C 32 AMG wegen schlechter Verkaufszahlen entfielen. Des Weiteren arbeitete beim C 230 ein 2,5-l-Sechszylinder ohne Kompressor mit 150 kW (204 PS) unter der Haube. Der 3,2-l-Motor des C 320 mit 160 kW (218 PS) wurde wie bei allen Mercedes-Modellen durch den deutlich stärkeren 3,5-l-Motor mit 200 kW (272 PS) ersetzt. Auch der C 220 CDI erhielt einen leichten Leistungszuwachs auf nun 110 kW (150 PS). Alle Motoren wurden an ein 6-Gang-Schaltgetriebe gekoppelt.
Auf Wunsch wurden zwei Sportpakete angeboten: Die Sportpakete EVOLUTION und EVOLUTION AMG. Das Paket EVOLUTION ließ sich durch einen Kühlergrill mit perforierten Lamellen und durch eine vergrößerte Auspuff-Endrohrblende erkennen. Abgerundet wurde es durch Leichtmetallräder mit 7 Speichen. Im Innenraum enthielt das Paket EVOLUTION ein 3-Speichen-Multifunktions-Lederlenkrad, Aluminium-Zierteile, einen Lederschalthebel sowie eine Pedalanlage aus Aluminium. Außerdem war die Karosserie  vorn um 15 mm und hinten um 5 mm tiefergelegt. Das Sportpaket EVOLUTION AMG, das das Sportpaket EVOLUTION einschloss, hob sich durch eine neue Front- und Heckschürze von AMG und durch AMG-Leichtmetallräder ab.

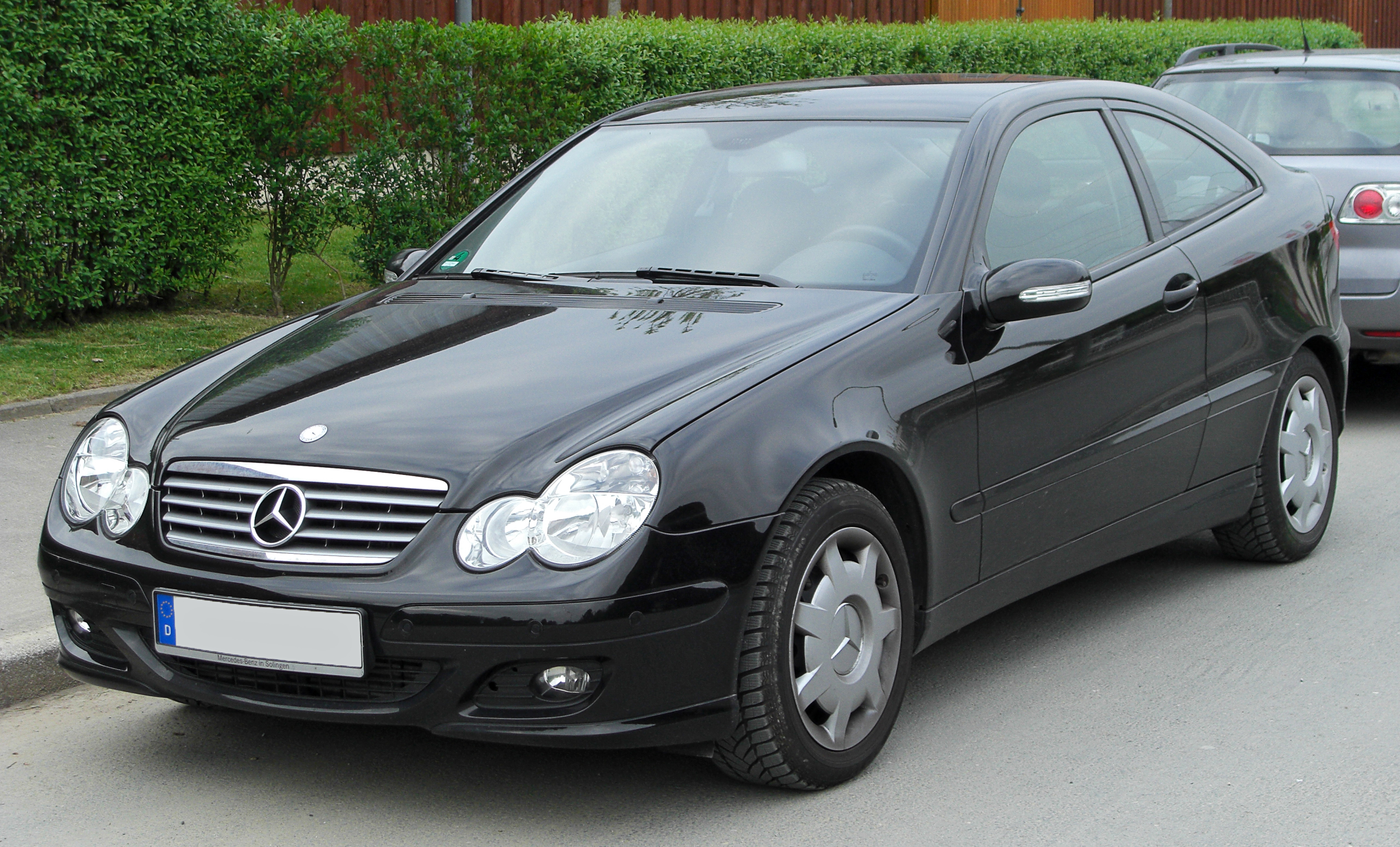
C 180 Kompressor Sportcoupé
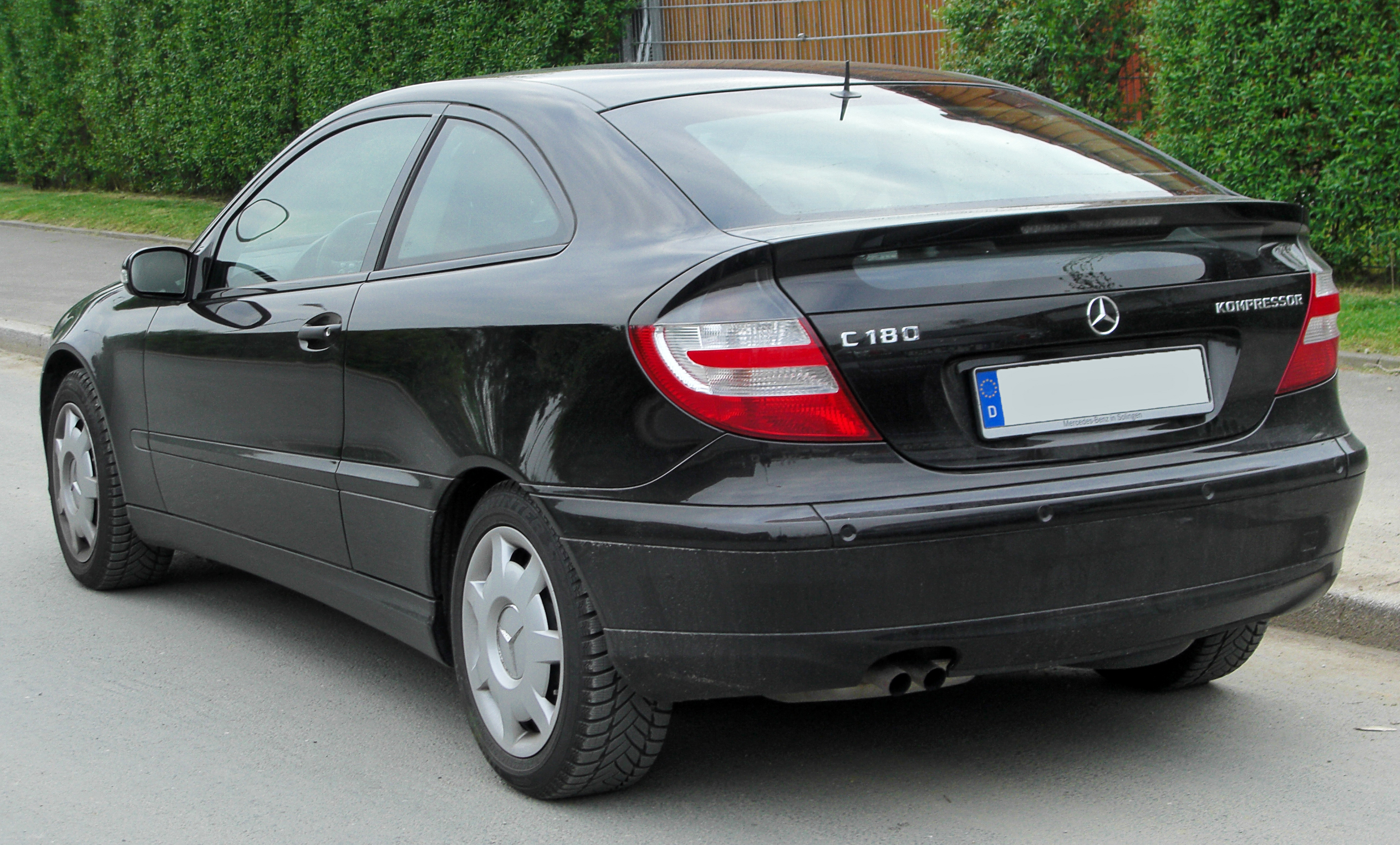
Heckansicht
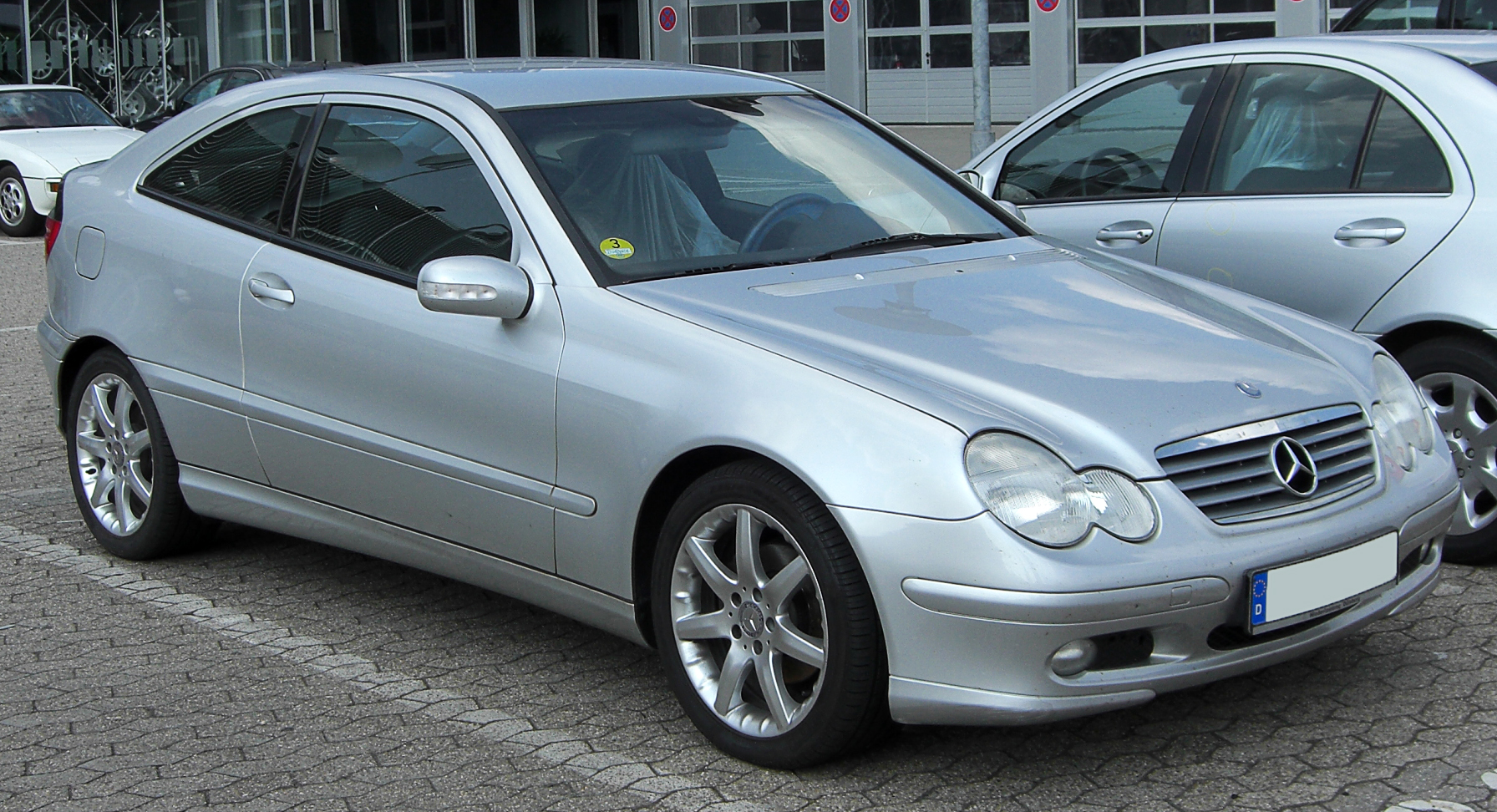
C 220 CDI Sportcoupé
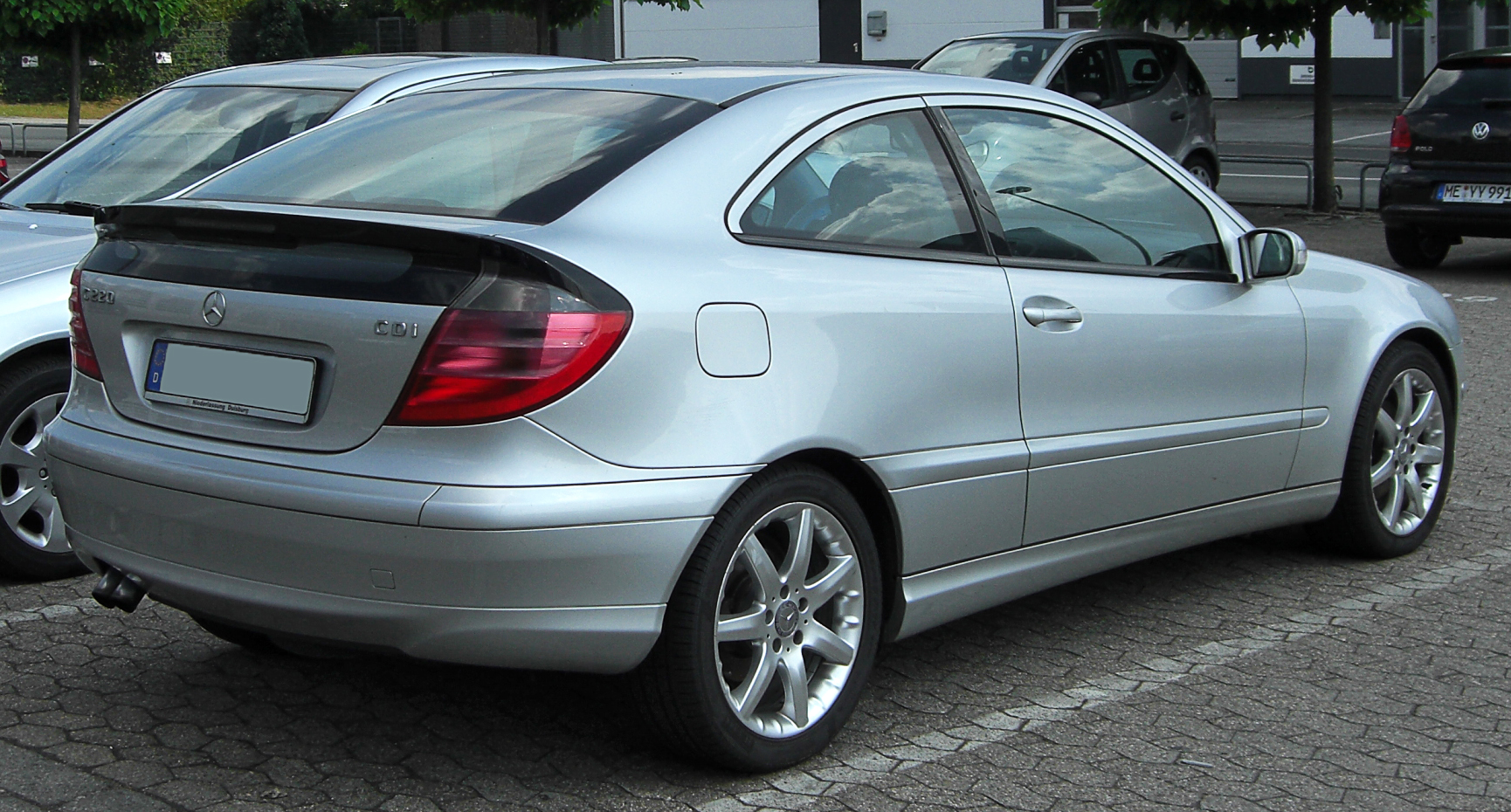
Heckansicht

| Benzinmotoren    | Benzinmotoren | Benzinmotoren | Benzinmotoren                | Benzinmotoren            | Benzinmotoren |
| Modell           | Hubraum       | Motor         | Leistung                     | Drehmoment               | Bauzeit       |
| Vierzylinder     | Vierzylinder  | Vierzylinder  | Vierzylinder                 | Vierzylinder             | Vierzylinder  |
| ---------------- | ------------- | ------------- | ---------------------------- | ------------------------ | ------------- |
| C 160 Kompressor | 1796 cm³      | R4            | 90 kW (122 PS) bei 5200/min  | 190 Nm bei 1500–4000/min | 2005–2006     |
| C 180            | 1998 cm³      | R4            | 95 kW (129 PS) bei 5300/min  | 190 Nm bei 4000/min      | 2000–2002     |
| C 180 Kompressor | 1796 cm³      | R4            | 105 kW (143 PS) bei 5200/min | 220 Nm bei 2500–4200/min | 2002–2008     |
| C 200 Kompressor | 1796 cm³      | R4            | 120 kW (163 PS) bei 5500/min | 240 Nm bei 3000–4000/min | 2002–2008     |
| C 200 Kompressor | 1998 cm³      | R4            | 120 kW (163 PS) bei 5500/min | 230 Nm bei 2500–4300/min | 2000–2002     |
| C 200 CGI        | 1796 cm³      | R4            | 125 kW (170 PS) bei 5300/min | 250 Nm bei 3000/min      | 2003–2005     |
| C 230 Kompressor | 1796 cm³      | R4            | 141 kW (192 PS) bei 5800/min | 260 Nm bei 3500–4000/min | 2002–2005     |
| C 230 Kompressor | 2295 cm³      | R4            | 145 kW (197 PS) bei 5500/min | 280 Nm bei 2500–4800/min | 2000–2002     |
| Sechszylinder    |               |               |                              |                          |               |
| C 230            | 2496 cm³      | V6            | 150 kW (204 PS) bei 6100/min | 245 Nm bei 2900/min      | 2005–2008     |
| C 320            | 3199 cm³      | V6            | 160 kW (218 PS) bei 5700/min | 310 Nm bei 3000–4600/min | 2000–2005     |
| C 350            | 3498 cm³      | V6            | 200 kW (272 PS) bei 6000/min | 350 Nm bei 2400/min      | 2005–2008     |
| C 32 AMG         | 3199 cm³      | V6            | 260 kW (354 PS) bei 6100/min | 450 Nm bei 4400/min      | 2003–2004     |
| Dieselmotoren    |               |               |                              |                          |               |
| Vierzylinder     |               |               |                              |                          |               |
| C 200 CDI        | 2148 cm³      | R4            | 90 kW (122 PS) bei 4200/min  | 270 Nm bei 1600/min      | 2003–2008     |
| C 220 CDI        | 2148 cm³      | R4            | 105 kW (143 PS) bei 4200/min | 315 Nm bei 1800/min      | 2000–2004     |
| C 220 CDI        | 2148 cm³      | R4            | 110 kW (150 PS) bei 4200/min | 340 Nm bei 2000/min      | 2004–2008     |
| Fünfzylinder     |               |               |                              |                          |               |
| C 30 CDI AMG     | 2950 cm³      | R5            | 170 kW (231 PS) bei 3800/min | 540 Nm bei 2000/min      | 2003–2004     |

### Zweite Modellpflege und neuer Name
Am 17. Mai 2008 kam das überarbeitete Sportcoupé auf den Markt, das fortan als CLC-Klasse verkauft wurde.
Die Front der Karosserie wurde an das Erscheinungsbild der C-Klasse der Baureihe 204 angepasst, das Heck umgestaltet und der Innenraum geringfügig verändert. Die Grundform der Karosserie und das Cockpit blieben unangetastet. Im Innenraum gab es einige neue Details wie die stärker konturierten Sportsitze, großzügige Verwendung von Zierteilen aus gebürstetem Aluminium, ein neues Sportlenkrad sowie eine neue Generation von Infotainment-Systemen.
Für die Navigationsinformationen kam ein großer Farbmonitor hinzu sowie ein DVD- oder Festplattenlaufwerk und für iPod, USB-Stick oder SD-Karte eine neue Schnittstelle, mit der externe Musikplayer angeschlossen werden können.
Bis auf den CLC 200 Kompressor, der nun 135 kW (184 PS) leistete, blieben die Motoren unverändert. Nach wie vor standen ab Mai 2008 sechs Motoren zur Auswahl, darunter vier Ottomotoren mit 105–200 kW (143–272 PS) sowie zwei Dieselmotoren mit 90–110 kW (122–150 PS). Mercedes hatte diese im Detail verbessert und den Verbrauch um bis zu elf Prozent gesenkt.
2009 wurde der CLC 230 in CLC 250 umbenannt und durch einen neuen, kleinen Ottomotor namens CLC 160 BlueEFFICIENCY mit 95 kW (129 PS) ergänzt. Ab Frühjahr 2010 wurden die Dieselvarianten nicht mehr angeboten, so dass die Motorenpalette bis Ende 2010 auf fünf Ottomotoren, deren Leistungsspanne zwischen 95 kW und 200 kW (129 PS und 272 PS) liegt, schrumpfte. Der Preis zur Einführung des CLC begann bei 28.113,75 Euro (inkl. 19 % Mehrwertsteuer) für den CLC 180 Kompressor, bis Ende 2010 konnte dieser mithilfe des CLC 160 BlueEFFICIENCY auf 26.894 Euro (inkl. 19 % Mehrwertsteuer) gesenkt werden.
Ab der zweiten Januarwoche 2011 konnte der CLC nicht mehr bestellt werden, da bereits Anfang Februar der letzte Neuwagen vom Band rollte.

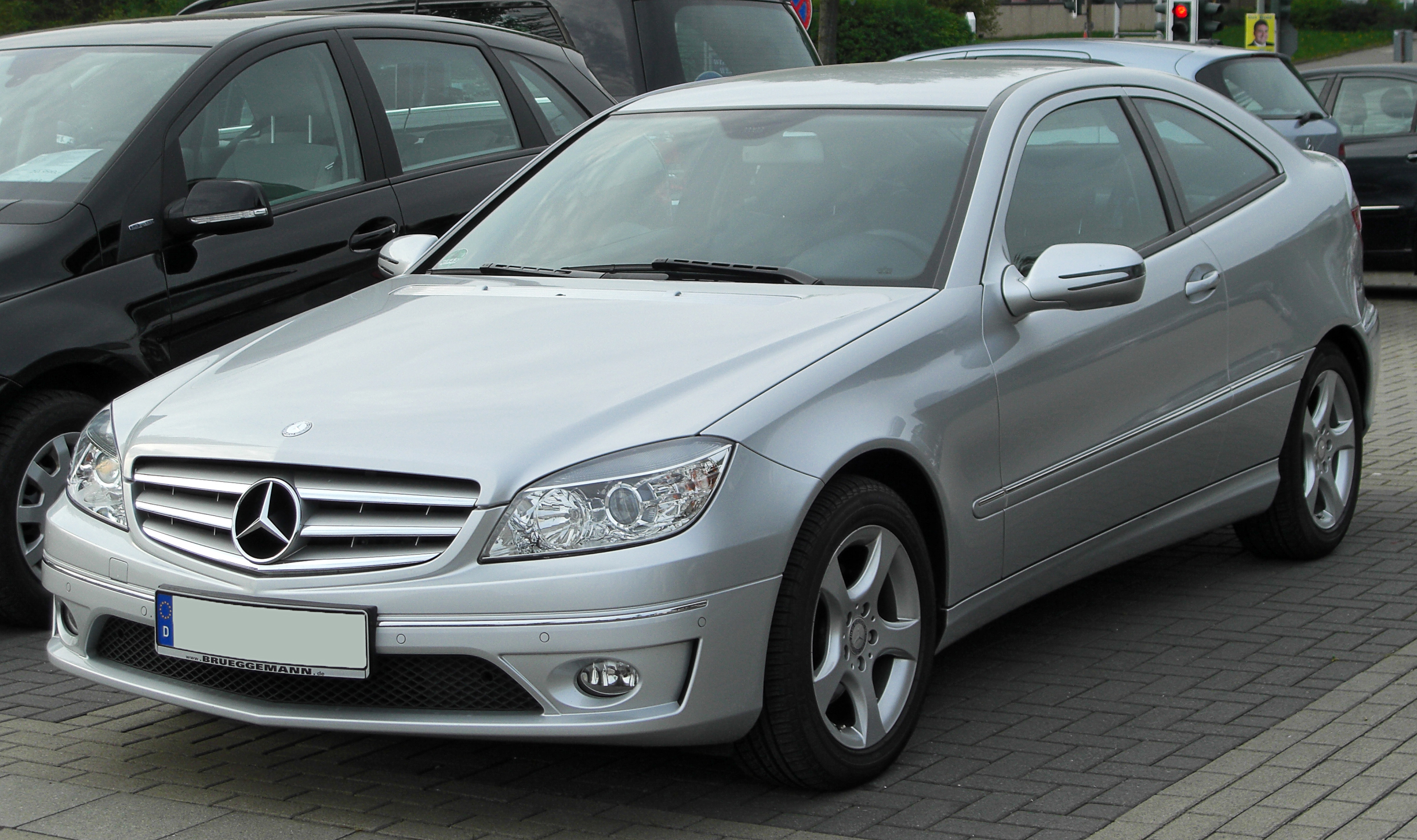
CLC 180 Kompressor (2008–2011)
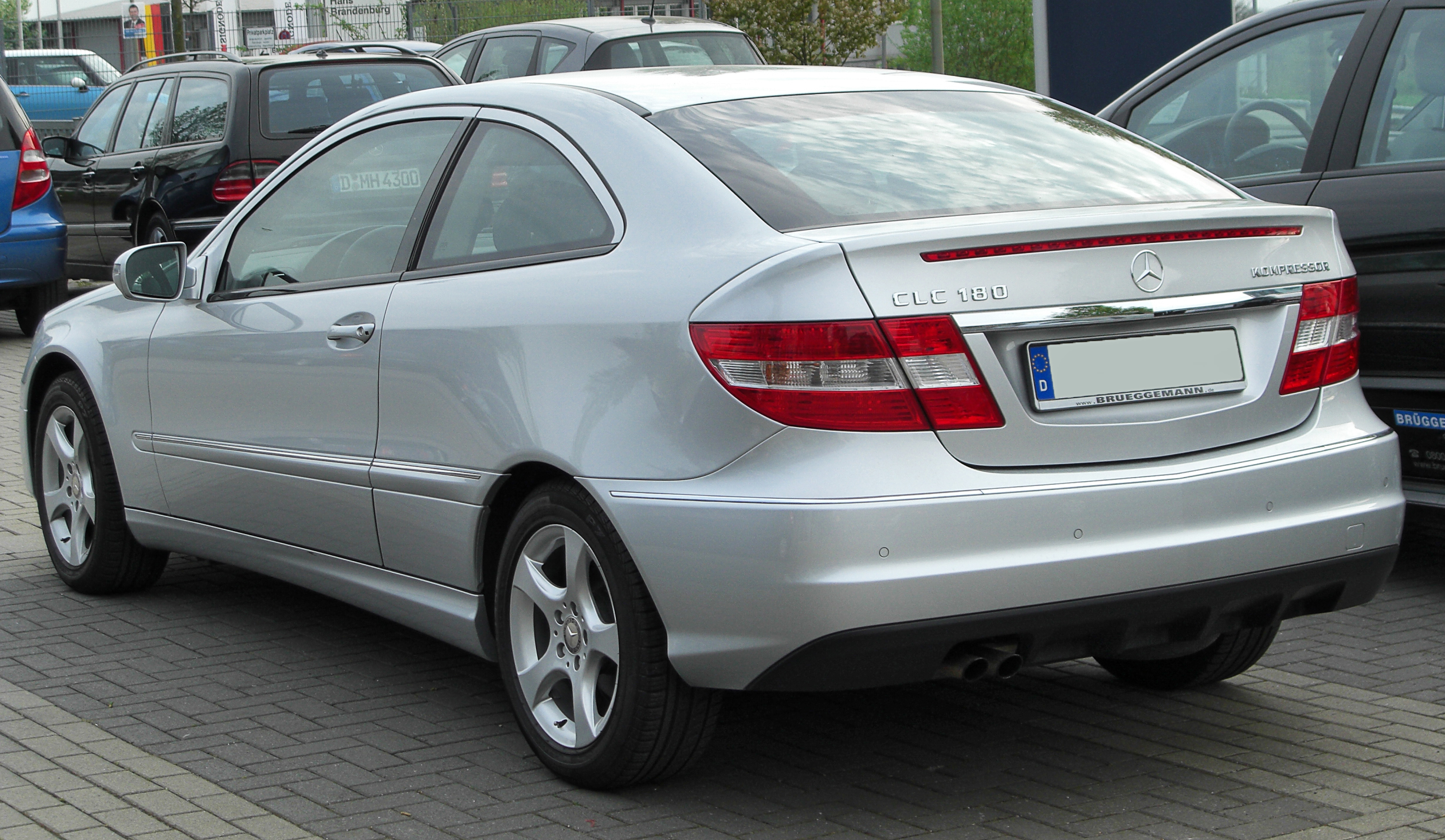
Heckansicht
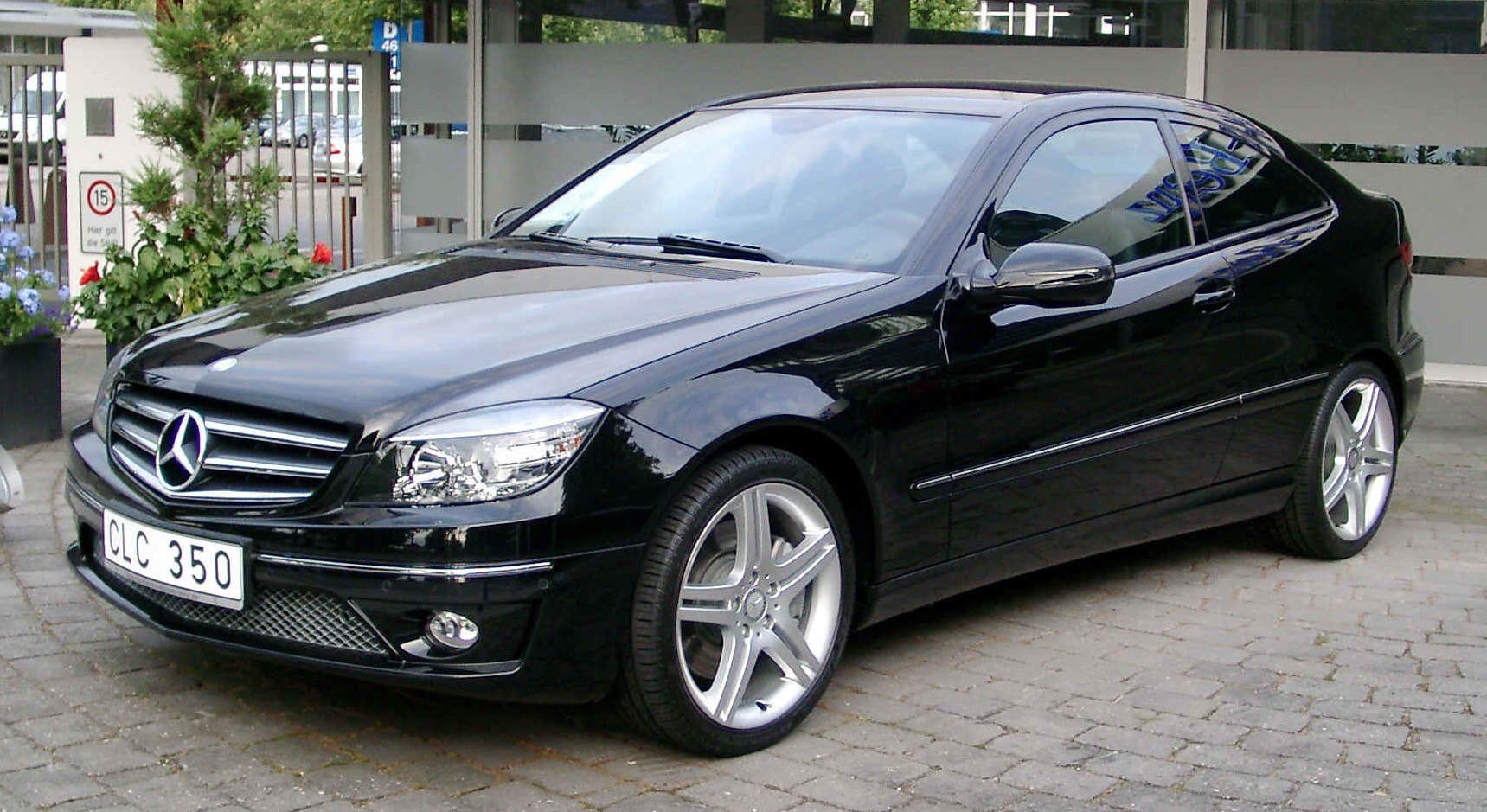
CLC 350 mit optionalem Sportpaket
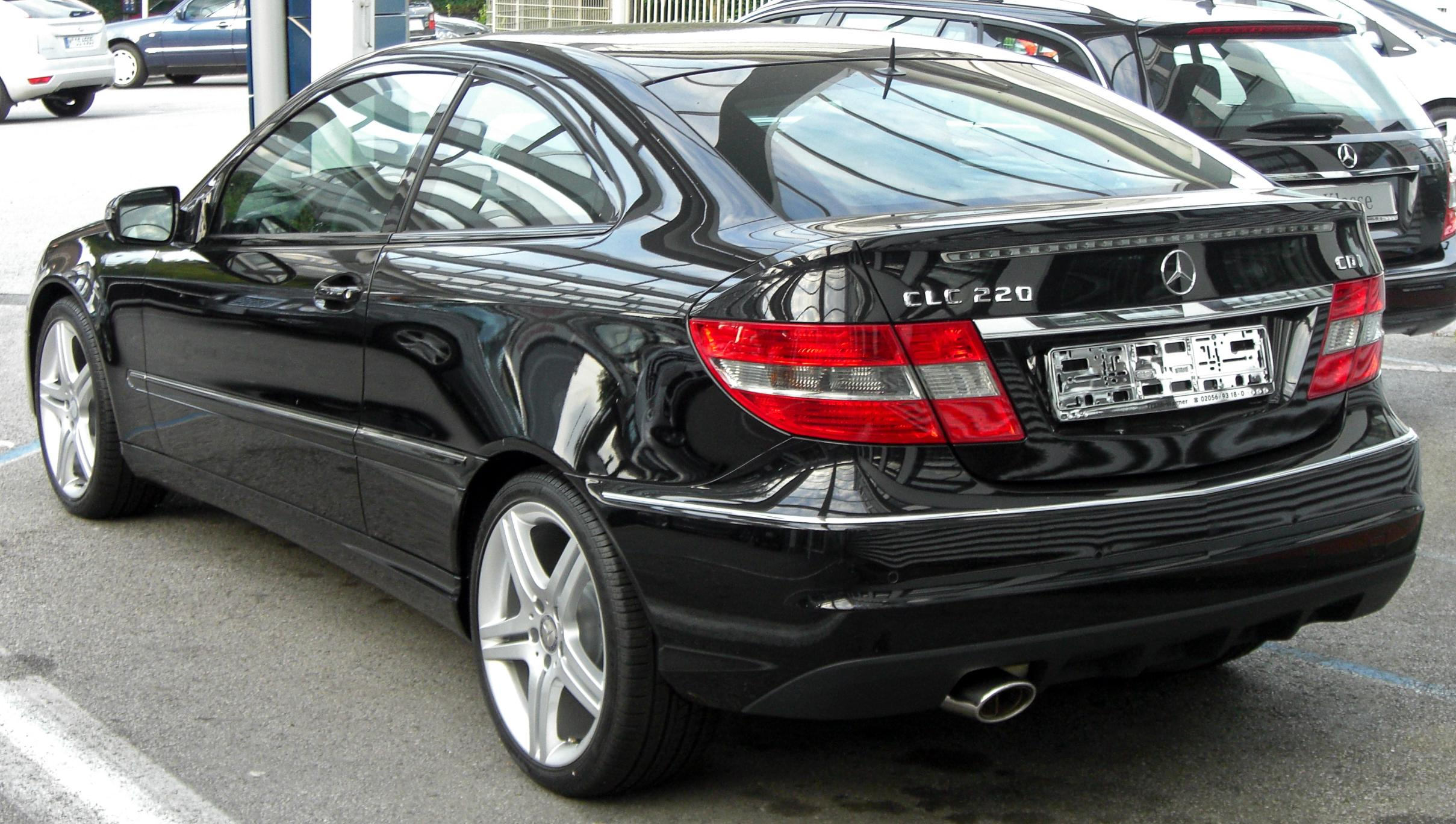
CLC 220 CDI

| Benzinmotoren          | Benzinmotoren | Benzinmotoren | Benzinmotoren                | Benzinmotoren            | Benzinmotoren   |
| Modell                 | Hubraum       | Motor         | max. Leistung                | max. Drehmoment          | Bauzeit         |
| Vierzylinder           | Vierzylinder  | Vierzylinder  | Vierzylinder                 | Vierzylinder             | Vierzylinder    |
| ---------------------- | ------------- | ------------- | ---------------------------- | ------------------------ | --------------- |
| CLC 160 BlueEFFICIENCY | 1597 cm³      | R4            | 95 kW (129 PS) bei 5000/min  | 220 Nm bei 2500–3800/min | 02/2009–02/2011 |
| CLC 180 Kompressor     | 1796 cm³      | R4            | 105 kW (143 PS) bei 5200/min | 220 Nm bei 2500–4200/min | 04/2008–02/2011 |
| CLC 200 Kompressor     | 1796 cm³      | R4            | 135 kW (184 PS) bei 5500/min | 250 Nm bei 2800–5000/min | 04/2008–02/2011 |
| Sechszylinder          |               |               |                              |                          |                 |
| CLC 230                | 2496 cm³      | V6            | 150 kW (204 PS) bei 6100/min | 245 Nm bei 2900–5500/min | 04/2008–05/2009 |
| CLC 250                | 2496 cm³      | V6            | 150 kW (204 PS) bei 6100/min | 245 Nm bei 2900–5500/min | 05/2009–02/2011 |
| CLC 350                | 3498 cm³      | V6            | 200 kW (272 PS) bei 6000/min | 350 Nm bei 2400–5000/min | 04/2008–02/2011 |
| Dieselmotoren          |               |               |                              |                          |                 |
| Vierzylinder           |               |               |                              |                          |                 |
| CLC 200 CDI            | 2148 cm³      | R4            | 90 kW (122 PS) bei 4200/min  | 270 Nm bei 1600–2800/min | 04/2008–07/2010 |
| CLC 220 CDI            | 2148 cm³      | R4            | 110 kW (150 PS) bei 4200/min | 340 Nm bei 2000/min      | 04/2008–07/2010 |

#### Das Sport-Paket
Dieses ist in gewisser Hinsicht auch ein Ersatz für die Ausstattungslinien der Limousine und des T-Modells, in denen es drei sogenannte „Lines“ gibt.
Als Option gibt es für den CLC ein umfangreiches Sport-Paket. Dieses enthält unter anderem:
- neue Direktlenkung mit variabler Lenkübersetzung je nach Lenkradeinschlag
- Sportfahrwerk
- abgedunkelte Frontscheinwerfer und Heckleuchten
- dritte Bremsleuchte mit Rauchglas
- Kühlergrill mit schwarzen Lamellen und Chromauflage
- 18"-Leichtmetallräder mit 5 Doppelspeichen und sog. Mischbereifung in den Größen 225/40 18 vorne und 245/35 18 hinten
- Sportluftfilter
- Zierteile in dunkel gebürstetem Aluminium
- Sportpedale aus Edelstahl mit Gumminoppen
- Polsterung mit Ledernachbildung Artico, auf Wunsch mit Leder Cognacbraun
- modifiziertes Kombiinstrument, Zeiger in 6-Uhr-Position im Ruhezustand

#### Das SondermodellSpecial-Edition
Das Exterieur im Überblick:
- 17″-Leichtmetallräder
- Metallic-Lackierung
- Frontscheinwerfer und Heckleuchten abgedunkelt
- 3. Bremsleuchte mit Rauchglas
- Kühlergrill mit schwarzen Lamellen
- Frontschürze mit grauem Lufteinlassgitter
- Edelstahl-Endrohrblende

Das Interieur im Überblick:
- 3-Speichen-Ledersportlenkrad mit Multifunktion
- Innenhimmel in schwarz
- Sportpedale aus gebürstetem Edelstahl mit Gumminoppen
- Fußmatten
- Audio 20
- PARKTRONIC
- Sitzheizung vorn
- Komfort-Paket (Regensensor, elektrisch heranklappbare Außenspiegel, automatische Abblendfunktion für den Außenspiegel auf der Fahrerseite und Reifendruckverlust-Warnung)

|                               | CLC 200 CDI                 | CLC 220 CDI                  | CLC 160 BlueEFFICIENCY      | CLC 180 Kompressor           | CLC 200 Kompressor           | CLC 230                      | CLC 250                      | CLC 350                      |
| ----------------------------- | --------------------------- | ---------------------------- | --------------------------- | ---------------------------- | ---------------------------- | ---------------------------- | ---------------------------- | ---------------------------- |
| Bauzeitraum                   | 2008–2010                   | 2008–2010                    | 2010–2011                   | 2008–2011                    | 2008–2011                    | 2008–2009                    | 2009–2011                    | 2008–2011                    |
| Zylinder                      | R4-Dieselmotor              | R4-Dieselmotor               | R4-Ottomotor                | R4-Ottomotor                 | R4-Ottomotor                 | V6-Ottomotor                 | V6-Ottomotor                 | V6-Ottomotor                 |
| Hubraum (cm³)                 | 2148                        | 2148                         | 1597                        | 1796                         | 1796                         | 2496                         | 2496                         | 3498                         |
| Leistung                      | 90 kW (122 PS) bei 4200/min | 110 kW (150 PS) bei 4200/min | 95 kW (129 PS) bei 5000/min | 105 kW (143 PS) bei 5200/min | 135 kW (184 PS) bei 5500/min | 150 kW (204 PS) bei 6100/min | 150 kW (204 PS) bei 6100/min | 200 kW (272 PS) bei 6000/min |
| Max. Drehmoment               | 270 Nm bei 1600–2800/min    | 340 Nm bei 2000/min          | 220 Nm bei 2500–3800/min    | 220 Nm bei 2500–4200/min     | 250 Nm bei 2800–5000/min     | 245 Nm bei 2900–5500/min     | 245 Nm bei 2900–5500/min     | 350 Nm bei 2400–5000/min     |
| Getriebe, serienmäßig         | 6-Gang-Schaltgetriebe       | 6-Gang-Schaltgetriebe        | 6-Gang-Schaltgetriebe       | 6-Gang-Schaltgetriebe        | 6-Gang-Schaltgetriebe        | 6-Gang-Schaltgetriebe        | 6-Gang-Schaltgetriebe        | 6-Gang-Schaltgetriebe        |
| Getriebe, optional            | 5G-Tronic                   | 5G-Tronic                    | 5G-Tronic                   | 5-Gang-Automatikgetriebe     | 5-Gang-Automatikgetriebe     | 7G-Tronic                    | 7G-Tronic                    | 7-Gang-Automatikgetriebe     |
| Antriebsart                   | Hinterradantrieb            | Hinterradantrieb             | Hinterradantrieb            | Hinterradantrieb             | Hinterradantrieb             | Hinterradantrieb             | Hinterradantrieb             | Hinterradantrieb             |
| Beschleunigung 0–100 km/h (1) | 11,3 (11,1)s                | 9,7 (9,4)s                   | 11,2 (11,5)s                | 9,7 (9,9)s                   | 8,6 (8,7)s                   | 8,4 (8,6)s                   | 8,4 (8,6)s                   | 6,3 (6,3)s                   |
| Höchstgeschw. (km/h) (1)      | 206 (205)                   | 224 (219)                    | 210 (206)                   | 220 (215)                    | 235                          | 240 (234)                    | 240 (234)                    | 250 (250)                    |
| Verbrauch (l/100 km) (2)      | 5,8 D                       | 5,9 D                        | 7,1 S                       | 7,7 S                        | 7,8 S                        | 9,2 S                        | 9,2 S                        | 9,5 S                        |
| CO2-Emissionen (1)            | 147–161 g/km (169–188 g/km) | -                            | 165–173 g/km (178–189 g/km) | -                            | -                            | -                            | 218–225 g/km (217–226 g/km)  | -                            |

## Bestand
Von den rund 370.000 produzierten Fahrzeugen waren 2017 noch knapp 69.000 in Deutschland zugelassen. Davon waren etwas mehr als 12.000 Fahrzeuge mit einem Dieselmotor ausgestattet. Etwa jedes fünfte Sportcoupé (14.000 Stück) ist als C 180 Kompressor mit dem Typschlüssel 568 registriert. Es ist damit die häufigste Variante. Die seltensten Sportcoupés sind heute mit jeweils weniger als 100 Fahrzeugen der C 200 CGI, der C 32 AMG sowie der C 30 CDI AMG.
| Modell             | Typschlüssel         | 01.01.2010 | 01.01.2015 | 01.01.2016 | 01.01.2017 | 01.01.2018 |
| ------------------ | -------------------- | ---------- | ---------- | ---------- | ---------- | ---------- |
| C 160              | 338                  | 1074       | 1035       | 1019       | 1021       | 990        |
| C 160              | AKF                  | 647        | 639        | 623        | 609        | 602        |
| CLC 160            | BGN                  | 173        | 356        | 357        | 345        | 347        |
| C 180              | 501                  | 8997       | 7891       | 7552       | 7022       | 6500       |
| C 180 Kompressor   | 568                  | 15.740     | 14.793     | 14.435     | 14.000     | 13.588     |
| C 180 Kompressor   | AKE                  | 3638       | 3556       | 3526       | 3484       | 3435       |
| CLC 180 Kompressor | ADQ                  | 4015       | 5911       | 5897       | 5801       | 5792       |
| C 200 Kompressor   | 502                  | 10.325     | 8928       | 8501       | 8043       | 7464       |
| C 200 Kompressor   | 569                  | 7587       | 7063       | 6883       | 6683       | 6468       |
| C 200 Kompressor   | AKD                  | 1509       | 1449       | 1450       | 1423       | 1396       |
| CLC 200 Kompressor | AGH                  | 1663       | 2345       | 2351       | 2317       | 2294       |
| C 200 CGI          | 969                  | 103 *      | -          | -          | -          | -          |
| C 230 Kompressor   | 503                  | 2821       | 2446       | 2336       | 2220       | 2095       |
| C 230 Kompressor   | 570                  | 1317       | 1206       | 1160       | 1119       | 1075       |
| C 230              | 352                  | 423        | 408        | 406        | 398        | 387        |
| C 230              | AKG                  | 472        | 465        | 461        | 460        | 451        |
| CLC 230            | ADR                  | 427        | 558        | 565        | 552        | 551        |
| C 320              | 968                  | 422        | 405        | 400        | 385        | 383        |
| C 350              | 353                  | 160        | 150        | 149        | 146        | 144        |
| C 350              | AKH                  | 136        | 139        | 136        | 136        | 138        |
| CLC 350            | ADS                  | 260        | 347        | 339        | 340        | 338        |
| C 32 AMG           | unbek. (warsch. 968) | - **       | -          | -          | -          | -          |
| C 200 CDI          | 917                  | 2314       | 2060       | 1969       | 1890       | 1732       |
| C 200 CDI          | AKB                  | 816        | 777        | 767        | 746        | 711        |
| CLC 200 CDI        | ADM                  | 848        | 833        | 813        | 797        | 765        |
| C 220 CDI          | 499                  | 6524       | 5006       | 4649       | 4217       | 3693       |
| C 220 CDI          | 268                  | 2533       | 2301       | 2217       | 2134       | 1998       |
| C 220 CDI          | AKA                  | 1292       | 1214       | 1184       | 1134       | 1113       |
| CLC 220 CDI        | ADL                  | 1505       | 1434       | 1408       | 1359       | 1292       |
| C 30 CDI AMG       | 588                  | 134 ***    | -          | -          | -          | -          |